# (119473) 2001 UO18
(119473) 2001 UO18 est un objet transneptunien du groupe des plutinos.

## Caractéristiques
(119473) 2001 UO18 mesure environ 110 km de diamètre.

## Orbite
L'orbite de 2001 UO18 possède un demi-grand axe de 39,955 ua et une période orbitale d'environ 253 ans. Son périhélie l'amène à 28,313 ua du Soleil et son aphélie l'en éloigne de 51,597 ua. Il s'agit d'un plutino.

## Découverte
(119473) 2001 UO18 a été découvert le 19 octobre 2001.